# بنك شنغهاي بودنج للتنمية
شركة بنك شنغهاي بودنج للتنمية المحدودة (SPDB أو Pufa) تأسست في 9 يناير 1993 بموافقة بنك الشعب الصيني (28 أغسطس 1992)، وهي بنك تجاري مشترك يقع مقره الرئيسي في شنغهاي.
أصدر بنك بنك شنغهاي بودنج للتنمية عرضًا بقيمة 400 مليون سهم أولي في 23 سبتمبر 1993 في بورصة شنغهاي. أصبح أول بنك تجاري مساهم يتم إدراجه بموافقة كل من البنك المركزي ولجنة تنظيم الأوراق المالية الصينية منذ سن «قانون البنوك التجارية» و «قانون الأوراق المالية». وبالتالي، بلغ رأس المال المسجل 2.41 مليار يوان. تم إدراج 320 مليون سهم من الإصدار في بورصة شنغهاي في 10 نوفمبر 1999 (رمز الأسهم 600000).

## روابط خارجية
- الموقع الرسمي
 باللغة الإنجليزية